# Wenjing (Pengxi)
Wenjing (文井镇,  Wénjǐng Zhèn) ist eine Großgemeinde im Südwesten der Volksrepublik China. Sie gehört zum Verwaltungsgebiet des Kreises Pengxi, der seinerseits der bezirksfreien Stadt Suining in der Provinz Sichuan unterstellt ist. Die Großgemeinde hat eine Fläche von 67,72 Quadratkilometer, zählt 26.938 Einwohner (Stand: Zensus 2010) und liegt im Norden des Kreises, etwa 17 km entfernt vom Zentrum von Pengxi.
Wenjing ist eine von fünf alten Siedlungen in Pengxi. Sie besteht seit dem Ende der Ming-Dynastie und wurde zu Beginn der Qing-Dynastie nach dem "Wenjing"-Platz mit dem alten Brunnen der Familie Linwen benannt. 1937 wurde die Siedlung eine Gemeinde. Von 1986 bis 1992 bestand Wenjing als Bezirk mit sieben Unterteilungen: Wenjing (文井), Xinsheng (新胜), Louge (罗戈), Xinlin (新林), Puguang (普光), Xinxing (新星), und Fubei (附北). Wenjing als Großgemeinde wurde 1992 eingerichtet, dafür wurden die drei Dörfer Wenjing, Puguang und Xinlin zusammengelegt.
Die Großgemeinde ist in 23 Verwaltungsdörfer, 280 Einwohnergemeinschaften und ein Nachbarschaftskomitee unterteilt. Die Dörfer sind:
- Macaojing (马槽井村),
- Yanglongmiao (杨龙庙村),
- Huachitang (花池塘村),
- Yingjingchang (映井场村),
- Yuntai (云台村),
- Gaofengshan (高峰山村),
- Baixiangshan (白象山村),
- Banbianshan (半边山村),
- Dingxiangshan (定香寺村),
- Shuanglongqiao (双龙桥村),
- Huixianqiao (会仙桥村),
- Xinhua (新华村),
- Lianya (莲垭村),
- Huanglianzui (黄莲嘴村),
- Lianhua (莲花村),
- Xinzhai (新寨村),
- Ma’anshan (马鞍山村),
- Meiya (梅垭村),
- Baiheng (百恒村),
- Fanjiagou (范家沟村),
- Shuntian (顺天村),
- Zhaoxian (赵先寺村),
- Yinheshan (印盒山村).

Wenjing hat eine Kreis-getragene Mittelschule, eine städtische und fünf Dorf-Grundschulen, ein Krankenhaus, 23 Stationen zur ärztlichen Versorgung und ein Kulturzentrum.
Der Anteil bewaldeter Fläche ist einer der höchsten von Sichuan. Hauptsächlich werden Weizen, Reis, Mais und Süßkartoffeln, Raps, Erdnüsse, und Wassermelonen angebaut. Daneben wird Fleisch in Schweine-, Ziegen-, Kannichen-, Hühner-, Enten-, Gänse- und andere Geflügelfarmen produziert. Produkte werden nach Chengdu, Chongqing, Nanchong oder Suining exportiert.
In Wenjing befindet sich der für den Taoismus bedeutsame Jingzhong-Tempel (精忠祠). Die Anlage aus der Zeit der Qing-Dynastie erstreckt sich über eine Fläche von etwa einem Hektar und beherbergt eine Pferderennbahn und eine Kampfkust-Stätte.